# Lautrèc
Lautrèc (en francès Lautrec) és un municipi francès, situat al departament del Tarn i a la regió d'Occitània. La família del pintor Henri Toulouse-Lautrec era originària d'aquest poble.

## Demografia
| 1962                                       | 1968  | 1975  | 1982  | 1990  | 1999  | 2007  |
| ------------------------------------------ | ----- | ----- | ----- | ----- | ----- | ----- |
| 1.344                                      | 1.508 | 1.316 | 1.503 | 1.527 | 1.556 | 1.706 |
| Des de 1962: població sense dobles comptes |       |       |       |       |       |       |

## Administració
| Període | Identitat    | Partit                       |
| ------- | ------------ | ---------------------------- |
| 2001-   | Laurent Gros | Divers droite, després MoDem |